# Jacques Lacant
Pour l’article ayant un titre homophone, voir Jacques Lacan.
Jacques Lacant, né le 10 mai 1915 et mort le 12 août 2002 à Mantes-la-Jolie, est un critique littéraire et germaniste français.
Comparatiste, il est spécialiste des littératures allemande et française du XVIIIe siècle.

## Biographie
Originaire de Charente, Jacques Lacant suit ses études à l'École normale supérieure (promotion L1937). Il obtient l'agrégation d'allemand (1941) ainsi qu'un doctorat en littérature comparée (1972).
Il a enseigné en Allemagne (1945-1960), a été maître-assistant en Sorbonne, maître de conférences puis professeur de littérature comparée à l'université Paris X - Nanterre, enfin professeur émérite à partir de 1984.
Durant les mois qui ont suivi la Libération de Paris, il avait été chargé avec Henri Jourdan, par ce qu'on nommait alors la Radiodiffusion de la nation française, d'émissions quotidiennes en direct vers l'Allemagne et l'Autriche ; une émission de combat, en allemand, et pendant trois quarts d'heure chaque soir, dimanche comme semaine. Plus tard, il eut l'occasion de s'adresser à un auditoire allemand sur un ton plus pacifique, en participant à des émissions sur la culture française, quand il dirigeait, de 1952 à 1960, l'Institut français de Cologne. Revenu en France et dans le sein de l'Alma mater, c'est pour le compte de Radio-Nanterre qu'il vint devant les micros de l'Office de radiodiffusion télévision française pour parler des grands thèmes de la littérature générale : le mythe de don Juan, l'idée de progrès en Europe au XVIIIe siècle, etc.
Chroniqueur culturel au Figaro, et pour Tant qu'il fait jour sous le pseudonyme « Jacques Taillebourg », il a également dirigé une émission intitulée Langue française, joyau de notre patrimoine, diffusée un lundi sur quatre, ensuite un lundi sur deux, sur les ondes de Radio Courtoisie, de la fondation de celle-ci en 1987 jusqu'à la veille de sa mort, en 2002. Assisté puis remplacé par Brigitte Level, il a commencé par retracer l'histoire des dictionnaires, puis donné pendant quinze ans des leçons sur le bon usage (les règles de la grammaire, les subtilités de la syntaxe, l'emploi judicieux du vocabulaire, l'origine des locutions, la prononciation), entretenu la chronique du front mené par les différents comités, associations ou académies de défense de la langue française et dénoncé ceux des Français qui, dans les milieux notamment politique, financier, publicitaire accélèrent ou fomentent le déclin de la langue en France et dans le monde. La conception de l'émission découlait des vœux de ses auditeurs au moins autant que du sien. Le désir de bien s'exprimer, de respecter l'orthographe, de prendre les mots dans leur signification véritable, de connaître leur origine et le cheminement de leur sens, de dénoncer la prolifération des anglicismes, était très vivace dans l'esprit de Jacques Lacant, qui jouissait d'une réputation de classicisme. Il fut lui-même vice-président de l'association Défense de la langue française et lauréat du prix Daudet, devenu prix Jean-Ferré après le décès de ce dernier, décerné chaque année par Radio Courtoisie pour récompenser la personnalité ayant le mieux servi la langue française durant les trois dernières années.

## Ouvrage
- Marivaux en Allemagne : l'accueil (thèse de doctorat ès lettres remaniée), Paris, Klincksieck, 1975  (ISBN 2-252-01738-4).

### Traductions
- Avec L. M. Schmidt (?, préf. Gustave Samazeuilh) de Franz Liszt et Richard Wagner, Correspondance., coll. « Les Classiques allemands », Gallimard, Paris, 1975.

## Prix
- Prix Lange 1976[7] et prix Pierre-Brisson 1977 pour Marivaux en Allemagne[8].
- Prix du rayonnement de la langue et de la littérature françaises 1984[7].
- Prix Daudet 1997.